# Odmienne części mowy w języku japońskim
W języku polskim istnieją wyrazy nieodmienne oraz dwie „klasy” wyrazów odmiennych:
- wyrazy odmienne przez przypadki, liczby i rodzaje – są to rzeczowniki, przymiotniki oraz niektóre z zaimków i liczebników,
- wyrazy odmienne przez osoby, liczby, czasy i tryby – czyli czasowniki.

W języku japońskim jest tylko jedna klasa wyrazów odmiennych, której głównymi kategoriami są czas oraz pozytywność i negatywność. W przeciwieństwie do typowo fleksyjnego języka polskiego japońska odmiana ma zarówno elementy fleksyjne, jak i aglutynacyjne – bardziej skomplikowane formy tworzy się nie innymi końcówkami, lecz „krok po kroku”.

## Odmienne części mowy
W języku japońskim koniugacji podlegają czasownik (jap. 動詞 dōshi) i przymiotnik predykatywny (jap. 形容詞 keiyōshi). Nie należy zaś do nich przymiotnik niepredykatywny (jap. 形容動詞 keiyōdōshi), nazywany czasem „na-przymiotnikiem”.
Niektóre formy czasownika są pod względem odmiany przymiotnikami, niektóre zaś formy przymiotnika są pod względem odmiany czasownikami, dlatego wskazane jest traktowanie tych dwóch części mowy łącznie.

## Czasowniki
We współczesnym japońskim występują dwa główne typy odmiany – odmiana spółgłoskowa i odmiana samogłoskowa, oraz kilka pomniejszych obejmujących tylko jeden lub kilka czasowników.
Analizując odmianę dobrze jest tymczasowo zapomnieć o tym, że spółgłoski sylab し (si, Hepburn shi), つ (tu, Hepburn tsu), ち (ti, Hepburn chi) i ふ (hu, Hepburn fu) nie brzmią tak samo, jak w innych sylabach tej grupy.
Przekształcenia jakim należy poddać wyrazy dwóch głównych odmian zwykle mają następujący charakter: należy wziąć temat, dołączyć końcówkę i jeżeli w wyniku tej operacji dwie spółgłoski lub dwie samogłoski sąsiadują ze sobą, należy wstawić odpowiednią dla danej końcówki zgłoskę.
Ponieważ większość końcówek zaczyna się od spółgłoski, odmiana samogłoskowa jest najprostsza. Podlegają jej czasowniki o temacie zakończonym na -i lub -e, których forma podstawowa kończy się na -eru, bądź -iru.
Rozpoznanie takiego czasownika nie jest tak oczywiste, ponieważ identyczne formy podstawowe mają również czasowniki odmiany spółgłoskowej o tematach zakończonych -ir oraz -er.
Odmiana spółgłoskowa jest trochę trudniejsza: częściej należy wstawiać łączniki pomiędzy temat a końcówkę tworzonego wyrazu. Odmiany spółgłoskowej ulegają również czasowniki zakończone na -au, -iu, -ou i -uu z powodu występowania w nich „niemego w”.

### Tryb oznajmujący (bezokolicznik)
Tryb oznajmujący tworzy się dodając -u i w razie potrzeby uzupełniając -r-.
Przykłady:
| Odmiana      | Znaczenie tematu | Temat | Tryb oznajmujący |
| ------------ | ---------------- | ----- | ---------------- |
| Spółgłoskowa | rozumieć         | wakar | わかる wakaru    |
| Spółgłoskowa | pić              | nom   | のむ nomu        |
| Spółgłoskowa | być zakochanym   | kow   | こう kou         |
| Spółgłoskowa | spotykać         | aw    | あう au          |
| Spółgłoskowa | mówić            | iw    | いう iu          |
| Spółgłoskowa | robić na drutach | nuw   | ぬう nuu         |
| Spółgłoskowa | wracać           | kaer  | かえる kaeru     |
| Samogłoskowa | jeść             | tabe  | たべる taberu    |
| Samogłoskowa | potrafić         | deki  | できる dekiru    |
| Samogłoskowa | wymieniać        | kae   | かえる kaeru     |

Jak widać niektóre z czasowników kończących się na -eru i -iru są dwuznaczne, np. かえる (kaeru).

### Przeczenie
Przeczenia tworzy się dodając -nai i ewentualnie uzupełniając o -a-. Przeczenia są bardziej jednoznaczne od stwierdzeń – wszystkie czasowniki spółgłoskowe kończą się na -anai, samogłoskowe zaś na -enai lub -inai.
Ponieważ sylaba wa, w przeciwieństwie do wu, nie uległa zanikowi we współczesnym języku japońskim, nie znika ona również w zaprzeczeniach.
Przykłady:
| Odmiana      | Znaczenie tematu | Temat | Przeczenie           |
| ------------ | ---------------- | ----- | -------------------- |
| Spółgłoskowa | rozumieć         | wakar | わからない wakaranai |
| Spółgłoskowa | pić              | nom   | のまない nomanai     |
| Spółgłoskowa | być zakochanym   | kow   | こわない kowanai     |
| Spółgłoskowa | spotykać         | aw    | あわない awanai      |
| Spółgłoskowa | mówić            | iw    | いわない iwanai      |
| Spółgłoskowa | robić na drutach | nuw   | ぬわない nuwanai     |
| Spółgłoskowa | wracać           | kaer  | かえらない kaeranai  |
| Samogłoskowa | jeść             | tabe  | たべない tabenai     |
| Samogłoskowa | potrafić         | deki  | できない dekinai     |
| Samogłoskowa | wymieniać        | kae   | かえない kaenai      |

Uwaga: zamiast らない (ranai) w języku potocznym może się też pojawić んない (-nnai). Tak więc zamiast わからない (wakaranai) można napotkać też わかんない (wakannai).
Szczegóły w artykule przekształcenia fonetyczne w języku japońskim.
Forma -nai może być traktowana jak przymiotnik.

### Formy-taii-masu
W przypadku obu należy użyć łącznika -i-.
Forma -tai oznacza chęć wykonania jakiejś czynności. Do tematu czasownika dodaje się końcówkę -tai, aby wyrazić życzenie osoby mówiącej: „chcę”. Odmienia się, jak przymiotniki.
- Gakkō-e ikitai desu. „Chcę iść do szkoły”.

Jeśli czasownik z -tai jest przechodni, dopełnienie na ogół występuje z partykułą -ga (zamiast -o).
- Mizu-ga nomitai desu. „Chcę napić się wody”.

Forma -masu nadaje zdaniu bardziej formalnego charakteru (teineigo).
Mimo wszystko nie należy nadużywać formy -masu, w szczególności używać jej wielokrotnie w tym samym zdaniu albo korzystać w innym przypadku w zdaniu.
Przykłady:
| Odmiana      | Znaczenie tematu | Temat | Forma -masu           | Forma -tai           |
| ------------ | ---------------- | ----- | --------------------- | -------------------- |
| Spółgłoskowa | rozumieć         | wakar | わかります wakarimasu | わかりたい wakaritai |
| Spółgłoskowa | pić              | nom   | のみます nomimasu     | のみたい nomitai     |
| Spółgłoskowa | być zakochanym   | kow   | こいます koimasu      | こいたい koitai      |
| Spółgłoskowa | spotykać         | aw    | あいます aimasu       | あいたい aitai       |
| Spółgłoskowa | mówić            | iw    | いいます iimasu       | いいたい iitai       |
| Spółgłoskowa | robić na drutach | nuw   | ぬいます nuimasu      | ぬいたい nuitai      |
| Spółgłoskowa | wracać           | kaer  | かえります kaerimasu  | かえりたい kaeritai  |
| Samogłoskowa | jeść             | tabe  | たべます tabemasu     | たべたい tabetai     |
| Samogłoskowa | potrafić         | deki  | できます dekimasu     | できたい dekitai     |
| Samogłoskowa | wymieniać        | kae   | かえます kaemasu      | かえたい kaetai      |

Wykorzystanie formy -masu powoduje powstanie czasownika o specjalnej odmianie (patrz: #forma masu), natomiast słowo w formie -tai jest przymiotnikiem.

### Tryb rozkazujący
Są dwie formy trybu rozkazującego – jedna odpowiada polskim „zróbmy”, druga zaś „zrób” czy też „zróbcie”. Dlatego też, choć mówienie o osobach gramatycznych jest w przypadku języka japońskiego niezbyt właściwe, nazwijmy te dwie formy „pierwszą” i „drugą” osobą trybu rozkazującego.
W pierwszej osobie występuje końcówka ō (ewentualnie yō).
W drugiej osobie obie koniugacje są całkowicie inne – odmiana samogłoskowa ma końcówkę -ro, spółgłoskowa zaś -e.
Podobnie jak w języku polskim należy dwa razy się zastanowić, zanim użyje się trybu rozkazującego. Gdy potrzebujemy czyjejś pomocy, uległa prośba zdziała o wiele więcej niż rozkaz, tym bardziej że japońskie formy rozkazujące są bardzo ostre (odpowiadają mniej więcej polskim  róbże!!!, no rób!!!). Użycie ください (kudasai) od czasu do czasu prędzej pomoże niż zaszkodzi.
Przykłady:
| Odmiana      | Znaczenie tematu | Temat | Tryb rozkazujący | Tryb rozkazujący |
| Odmiana      | Znaczenie tematu | Temat | Pierwsza osoba   | Druga osoba      |
| ------------ | ---------------- | ----- | ---------------- | ---------------- |
| Spółgłoskowa | rozumieć         | wakar | わかろう wakarō  | わかれ wakare    |
| Spółgłoskowa | pić              | nom   | のもう nomō      | のめ nome        |
| Spółgłoskowa | być zakochanym   | kow   | こおう koō       | こえ koe         |
| Spółgłoskowa | spotykać         | aw    | あおう aō        | あえ ae          |
| Spółgłoskowa | mówić            | iw    | いおう iō        | いえ ie          |
| Spółgłoskowa | robić na drutach | nuw   | ぬおう nuō       | ぬえ nue         |
| Spółgłoskowa | wracać           | kaer  | かえろう kaerō   | かえれ kaere     |
| Samogłoskowa | jeść             | tabe  | たべよう tabeyō  | たべろ tabero    |
| Samogłoskowa | potrafić         | deki  | できよう dekiyō  | できろ dekiro    |
| Samogłoskowa | wymieniać        | kae   | かえよう kaeyō   | かえろ kaero     |

### Forma koneksywna na-tei czas przeszły
Forma koneksywna na -te ma setki różnych znaczeń i sama jako taka, nie odpowiada bezpośrednio niczemu, co znamy z jakiejkolwiek gramatyki indoeuropejskiej.
Aby stworzyć formę koneksywną, wystarczy dodać w przypadku czasowników samogłoskowych końcówkę -te. Sprawa jest o wiele bardziej złożona z czasownikami spółgłoskowymi:
- -s przechodzi w -shi-, czyli mamy -shite,
- -k przechodzi w -i-, czyli mamy -ite,
- -g przechodzi w -i- i udźwięcznia -te, czyli mamy -ide,
- -n, -m i -b przechodzą w -n- i udźwięczniają -te, czyli mamy -nde,
- -w, -r i -t przechodzą w -t-, czyli mamy -tte.

Jeśli forma koneksywna jest znana, tworzenie czasu przeszłego jest wyjątkowo proste – należy zamienić końcowe -e na -a.
Czas przeszły przeczący i formę -masu tworzy się w zupełnie inny sposób.
Przykłady:
| Odmiana      | Znaczenie tematu | Temat | Forma koneksywna   | Czas przeszły      |
| ------------ | ---------------- | ----- | ------------------ | ------------------ |
| Spółgłoskowa | Rozumieć         | wakar | わかって wakatte   | わかった wakatta   |
| Spółgłoskowa | pić              | nom   | のんで nonde       | のんだ nonda       |
| Spółgłoskowa | być zakochanym   | kow   | こって kotte       | こった kotta       |
| Spółgłoskowa | spotykać         | aw    | あって atte        | あった atta        |
| Spółgłoskowa | mówić            | iw    | いって itte        | いった itta        |
| Spółgłoskowa | robić na drutach | nuw   | ぬって nutte       | ぬった nutta       |
| Spółgłoskowa | wracać           | kaer  | かえって kaette    | かえった kaetta    |
| Spółgłoskowa | zabić            | koros | ころして koroshite | ころした koroshita |
| Spółgłoskowa | grać             | asob  | あそんで asonde    | あそんだ asonda    |
| Spółgłoskowa | umrzeć           | shin  | しんで shinde      | しんだ shinda      |
| Spółgłoskowa | pływać           | oyog  | およいで oyoide    | およいだ oyoida    |
| Spółgłoskowa | czekać           | mat   | まって matte       | まった matta       |
| Samogłoskowa | jeść             | tabe  | たべて tabete      | たべた tabeta      |
| Samogłoskowa | potrafić         | deki  | できて dekite      | できた dekita      |
| Samogłoskowa | wymieniać        | kae   | かえて kaete       | かえた kaeta       |

### Strona bierna
Strona bierna powstaje przez dodanie końcówki -areru i ewentualnie łącznika -r. Czasownik w stronie biernej jest czasownikiem odmiany samogłoskowej (ponieważ temat rozszerza się o -are lub -rare).
Strona bierna ma identyczne zastosowanie jak w języku polskim – dopełnienie strony czynnej staje się podmiotem strony biernej:
- おちゃをのんだ (o-cha o nonda) – ‘(ktoś) wypił herbatę’,
- おちゃがのまれた (o-cha ga nomareta) – ‘herbata została wypita’.

Jeżeli chcemy wprowadzić wykonawcę, należy użyć partykuły に (-ni).
| Odmiana      | Znaczenie tematu | Temat | Temat strony biernej | Tryb oznajmujący strony biernej |
| ------------ | ---------------- | ----- | -------------------- | ------------------------------- |
| Spółgłoskowa | rozumieć         | wakar | wakarare             | わかられる wakarareru           |
| Spółgłoskowa | pić              | nom   | nomare               | のまれる nomareru               |
| Spółgłoskowa | spotykać         | aw    | aware                | あわれる awareru                |
| Spółgłoskowa | wracać           | kaer  | kaerare              | かえられる kaerareru            |
| Samogłoskowa | jeść             | tabe  | taberare             | たべられる taberareru           |
| Samogłoskowa | potrafić         | deki  | dekirare             | できられる dekirareru           |
| Samogłoskowa | wymieniać        | kae   | kaerare              | かえられる kaerareru            |

### Strona sprawcza
Stronę sprawczą tworzy się analogicznie do strony biernej, do jej konstrukcji należy użyć końcówki -aseru uzupełnionej ewentualnie o -s-.
Strona sprawcza jest czasownikiem koniugacji samogłoskowej o temacie poszerzonym o -ase lub -sase. Ma ona znaczenie „sprawić, że dana czynność zaszła” i jest używana szczególnie często w keigo.
| Odmiana      | Znaczenie tematu | Temat | Temat strony sprawczej | Tryb oznajmujący strony sprawczej |
| ------------ | ---------------- | ----- | ---------------------- | --------------------------------- |
| Spółgłoskowa | rozumieć         | wakar | wakarase               | わからせる wakaraseru             |
| Spółgłoskowa | pić              | nom   | nomase                 | のませる nomaseru                 |
| Spółgłoskowa | spotykać         | aw    | awase                  | あわせる awaseru                  |
| Spółgłoskowa | wracać           | kaer  | kaerase                | かえらせる kaeraseru              |
| Samogłoskowa | jeść             | tabe  | tabesase               | たべさせる tabesaseru             |
| Samogłoskowa | potrafić         | deki  | dekisase               | できさせる dekisaseru             |
| Samogłoskowa | wymieniać        | kae   | kaesase                | かえさせる kaesaseru              |

### Strona bierna sprawcza
Strona bierna sprawcza jest regularnym połączeniem stron: biernej i sprawczej. Jej użycie wiąże się z dodaniem końcówki -ase-rare-ru, ewentualnie z łącznikiem -s-.
Czasownik w tej stronie oznacza: wykonać jakąś czynność w wyniku czyichś działań, np. zostać poproszonym o coś lub zostać zmuszonym do czegoś.
Tworzenie form tego typu krok po kroku jest typowe dla języków aglutynacyjnych.
| Odmiana      | Znaczenie tematu | Temat | Temat strony biernej sprawczej | Tryb ozn. strony biernej sprawczej |
| ------------ | ---------------- | ----- | ------------------------------ | ---------------------------------- |
| Spółgłoskowa | rozumieć         | wakar | wakaraserare                   | わからせられる wakaraserareru      |
| Spółgłoskowa | pić              | nom   | nomaserare                     | のませられる nomaserareru          |
| Spółgłoskowa | spotykać         | aw    | awaserare                      | あわせられる awaserareru           |
| Spółgłoskowa | wracać           | kaer  | kaeraserare                    | かえらせられる kaeraserareru       |
| Samogłoskowa | jeść             | tabe  | tabesaserare                   | たべさせられる tabesaserareru      |
| Samogłoskowa | potrafić         | deki  | dekisaserare                   | できさせられる dekisaserareru      |
| Samogłoskowa | wymieniać        | kae   | kaesaserare                    | かえさせられる kaesaserareru       |

### Tryb warunkowy
Tryb warunkowy tworzy się końcówką -eba z łącznikiem -r.
Czasownik w tym trybie niesie znaczenie „jeśli dane zdarzenie nastąpi, to...”
| Odmiana      | Znaczenie tematu | Temat | Tryb warunkowy    |
| ------------ | ---------------- | ----- | ----------------- |
| Spółgłoskowa | rozumieć         | wakar | わかれば wakareba |
| Spółgłoskowa | pić              | nom   | のめば nomeba     |
| Spółgłoskowa | spotykać         | aw    | あえば aeba       |
| Spółgłoskowa | wracać           | kaer  | かえれば kaereba  |
| Samogłoskowa | jeść             | tabe  | たべれば tabereba |
| Samogłoskowa | potrafić         | deki  | できれば dekireba |
| Samogłoskowa | wymieniać        | kae   | かえれば kaereba  |

### Czasowniki nieregularne

#### するsurui くるkuru
Czasowniki する suru, くる kuru oraz czasowniki od nich pochodne – kilka w przypadku くる, setki w przypadku する – odmieniają się nieregularnie.
| Tryb oznajmujący       | する suru             | くる kuru                 |
| Przeczenie             | しない shinai         | こない konai              |
| Forma na -masu         | します shimasu        | きます kimasu             |
| Forma na -tai          | したい shitai         | きたい kitai              |
| Forma koneksywna       | して shite            | きて kite                 |
| Czas przeszły          | した shita            | きた kita                 |
| 1. osoba trybu rozk.   | しよう shiyō          | こよう koyō               |
| 2. osoba trybu rozk.   | しろ shiro            | こい koi                  |
| Strona bierna          | される sareru         | こられる korareru         |
| Strona sprawcza        | させる saseru         | こさせる kosaseru         |
| Strona bierna sprawcza | させられる saserareru | こさせられる kosaserareru |
| Tryb warunkowy         | すれば sureba         | くれば kureba             |

#### Odmiana czasowników grzecznościowych na-aru
Pewna grupa czasowników grzecznościowych:
- なさる nasaru ‘raczyć zrobić’,
- いらっしゃる irassharu ‘raczyć być / iść’,
- おっしゃる ossharu ‘raczyć powiedzieć’,
- くださる kudasaru ‘raczyć dać’,
- ござる gozaru ‘być’ (w przeciwieństwie do pozostałych czasowników tej grupy czasownik ten ma znaczenie skromnościowe, a nie grzecznościowe, i nie jest we współczesnym japońskim używany bez końcówki -(i)masu)

odmienia się według odmiany spółgłoskowej z dwoma nieregularnościami:
- ginie spółgłoska -r- przed końcówką -imasu, np. ございます (goza-imasu od gozar-u),
- tryb rozkazujący tworzy się za pomocą końcówki -i, przy czym spółgłoska -r- również ginie, np. なさい (nasa-i od nasar-u).

#### Odmiana formy-masu
Forma ます (-masu) odmienia się inaczej, niż można byłoby tego oczekiwać.
Forma przecząca to ません (-masen), nie zaś まさない (-masanai).
Forma przeszła jest zgodna z oczekiwaniami: ました (mashita), jednakże forma przeszła negatywna to ませんでした (masen deshita).

#### Inne
Istnieje kilka innych czasowników, które nie odmieniają się w pełni regularnie. Są to:
- いく ma następujące formy -te: przeszłą いって (itte) oraz いった (itta) zamiast regularnych いいて (iite) i いいた (iita),
- ある ma formę przeczącą ない (nai) zamiast regularnej あらない (aranai).

### Formy przechodnia i nieprzechodnia
W języku japońskim wiele czasowników występuje w parach przechodnie – nieprzechodnie. Jest to jedno z największych źródeł trudności języka: występuje przynajmniej 6 wzorców i istnieje ogromna ilość par czasowników, które do żadnego z nich nie pasują.
Czasownik nieprzechodni odpowiada często stronie biernej lub zwrotnej języka polskiego.
Jeśli to konieczne, w i y zanikają. Szczegóły tej kwestii w artykule przekształcenia fonetyczne w języku japońskim.
| Wzór          | Przykłady                  | Przykłady               | Przykłady            |
| Wzór          | Znaczenie                  | Czasownik nieprzechodni | Czasownik przechodni |
| ------------- | -------------------------- | ----------------------- | -------------------- |
| -ar(u)/-e(ru) | zaczynać (się)             | はじまる hajim-ar(u)    | はじめる hajim-e(ru) |
| -ar(u)/-e(ru) | zamykać (się)              | しまる shim-ar(u)       | しめる shim-e(ru)    |
| -ar(u)/-e(ru) | zmienić (się)              | かわる kaw-ar(u)        | かえる ka-e(ru)      |
| – (u)/-e(ru)  | otwierać (się)             | あく ak-(u)             | あける ak-e(ru)      |
| – (u)/-e(ru)  | stać (o budynku) / budować | たつ tats-(u)           | たてる tat-e(ru)     |
| – (u)/-e(ru)  | zatrzymać (się)            | やむ yam-(u)            | やめる yam-e(ru)     |
| -e(ru)/-(u)   | sprzedawać (się)           | うれる ur-e(ru)         | うる ur-(u)          |
| -e(ru)/-as(u) | opóźnić (się)              | おくれる okur-e(ru)     | おくらす okur-as(u)  |
| -e(ru)/-as(u) | rozpuścić (się)            | とける tok-e(ru)        | とかす tok-as(u)     |
| – (u)/-as(u)  | gotować (się)              | わく wak-(u)            | わかす wak-as(u)     |
| – (u)/-as(u)  | suszyć (się)               | かわく kawak-(u)        | かわかす kawak-as(u) |
| -r(u)/-s(u)   | zdrowieć / leczyć          | なおる nao-r(u)         | なおす nao-s(u)      |
| -r(u)/-s(u)   | fotografować (się)         | うつる utsu-r(u)        | うつす utsu-s(u)     |
| Inne          | słychać / słyszeć          | きこえる kikoe(ru)      | きく kik(u)          |
| Inne          | spaść / spuszczać          | おちる ochi(ru)         | おとす otos(u)       |

## Łączniki
Żeby powiedzieć „X jest Y” należy użyć łącznika (ang. copula), który w większości języków jest po prostu czasownikiem istnienia (być) w połączeniu z odpowiednią formą drugiego rzeczownika. W języku polskim takie zdanie ma postać:
- X (mianownik) jest Y (narzędnik),
- jest Y (narzędnik).

Po japońsku takie zdania wyglądają podobnie:
- X は (wa) Y で ある (de aru),
- Y で ある (de aru).

Łączników jest kilka, jednak である, pomimo niewątpliwych walorów edukacyjnych, do codziennego języka nie należy (jest dla niego zdecydowanie zbyt formalne).
Dużo popularniejsze są formy ściągnięte:
- nieformalna だ (da) pochodząca od である (de aru),
- formalna です (desu) pochodząca od であります (de arimasu).

W czasie przeszłym są to odpowiednio だった (datta) i でした (deshita).
Jednak w przeczeniach dozwolona jest wyłącznie forma pełna:
- ではない (de wa nai),
- ではありません (de wa arimasen)

i odpowiednie, utworzone na ich bazie, formy czasu przeszłego:
- ではなかった (de wa nakatta),
- ではありませんでした (de wa arimasen deshita).

Można spotkać się również z łącznikami じゃない (ja nai) oraz じゃありません (ja arimasen) powstałymi w wyniku przekształceń fonetycznych.

## Rzeczowniki odczasownikowe
Rzeczowniki można utworzyć od czasowników na wiele sposobów, są to m.in.:
- temat (uzupełniony ew. o -i), np. あそび – „granie”,
- temat (uzupełniony ew. o -i) z końcówką 物 (もの mono), np. 食べ物 (たべもの, tabemono) – „jedzenie”,
- tryb oznajmujący z końcówką 場合 (ばあい baai) – oznacza „w przypadku...”,
- tryb oznajmujący z końcówką 時 (とき toki) – oznacza „kiedy...”,
- temat (uzupełniony ew. o -i) z końcówką 方 (かた kata) – oznacza sposób wykonywania danej czynności, np. 読み方 (よみかた yomikata) oznacza „sposób czytania” (przykładowo danego znaku kanji).

## Przymiotniki
Przymiotniki mają tematy zakończone na -a, -i, -u lub -o.
Nie ma przymiotników o tematach zakończonych na -e.
- W czasie teraźniejszym trybu oznajmującego mają końcówkę i, np. 新しい (atarashii).
- Przysłówek powstaje przez zamianę końcówki na ku, np. 新しく (atarashiku).
- Przeczenie powstaje przez dodanie do przysłówka formy przeczącej czasownika ある (aru) – ない (nai), np. z „jest nowy” (新しい atarashii) powstaje „nie jest nowy” (新しくない atarashiku nai).
- Czas przeszły powstaje przed dodanie かった (-katta), np. „był nowy” – 新しかった atarashikatta.

Przez kombinacje powyższych reguł oraz przymiotników odczasownikowych można utworzyć m.in.:
- czas przeszły przeczenia: ない (-nai) ulega zamianie na なかった (nakatta), np. 飲まない (nomanai) przechodzi w 飲まなかった (nomanakatta),
- przeczenie たい (-tai) – たくない (takunai), np. 食べたい (tabetai) przechodzi w 食べたくない (tabetakunai),
- przeczenie czasu przeszłego przymiotnika – くなかった (kunakatta), np. 新しくなかった (atarashikunakatta) oznacza „nie był nowy”.

### Formy grzecznościowe
Współcześnie po przymiotniku dodaje się zwykle łącznik です (desu) w odpowiedniej formie. Jest jednak alternatywny sposób tworzenia form grzecznościowych. Kiedyś w forma grzecznościowa powstawała przez zamianę końcówek -ai i -oi na -au i -ou (obie dały następnie -ō) oraz -ii na -iu, co z kolei dało -(y)ū.
Wspomniany zwyczajowy sposób tworzenia przetrwał w konstrukcji kilku form grzecznościowych, np.:
| Forma zwykła        | Użycie formy grzecznościowej        |
| ------------------- | ----------------------------------- |
| はやい hayai        | おはようございます o-hayō gozaimasu |
| ありがたい arigatai | ありがとう arigatō                  |
| めでたい medetai    | おめでとう o-medetō                 |

## そう-sō
Forma そう ma dwa znaczenia:
- użyta po czasowniku, bądź przymiotniku w trybie oznajmującym oznacza „słyszałem, że...”,
- użyta po temacie (uzupełnionym ew. o -i) oznacza „wydaje się, że...”.

## Inne
Niniejszy artykuł nie wyczerpuje różnorodności japońskich form czasowników i przymiotników. Więcej informacji na temat grzecznościowego użycia czasowników znajduje się w artykule dot. keigo.